# Tania Elosegui

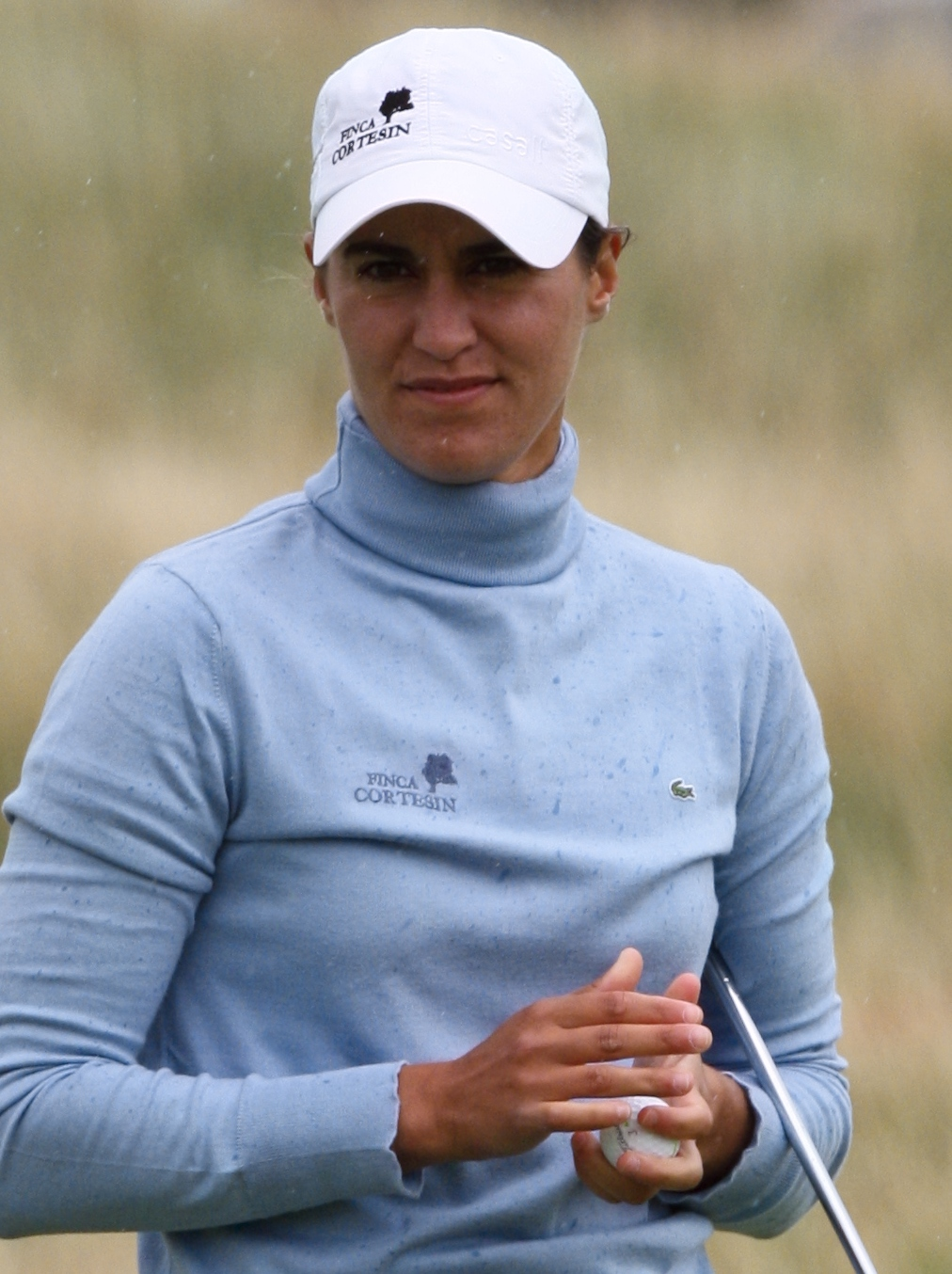
Tania Elosegui op de Brits Open 2009

Tania Elosegui (San Sebastian, 1981) is een professionele golfer uit Spanje.

## Amateur
Tijdens haar carrière als amateur won zij o.a. tweemaal individueel het Europees Landen Team Kampioenschap.

## Professional
De eerste jaren was Jesús Arruti haar coach, daarna zat ze bij de nationale coach, Marta Figueras Dotti. Elosegui werd op 25 november 2005 professional en speelde dat jaar al op de Ladies European Tour. In 2009 won de Baskische speelster het ABN AMRO Ladies Open op de Eindhovensche Golf. Dat jaar eindigde ze in alle toernooien in de top-10.
Ze nam in 2009 tevens deel aan het Europese team voor de Solheim Cup.

### Gewonnen
- 2009: ABN AMRO Ladies Open

### Teams
- Solheim Cup: 2009